# Quentin Bell
Quentin Claudian Stephen Bell (Londra, 19 agosto 1910 – Sussex, 16 dicembre 1996) è stato uno storico dell'arte e scrittore britannico.

## Infanzia, adolescenza

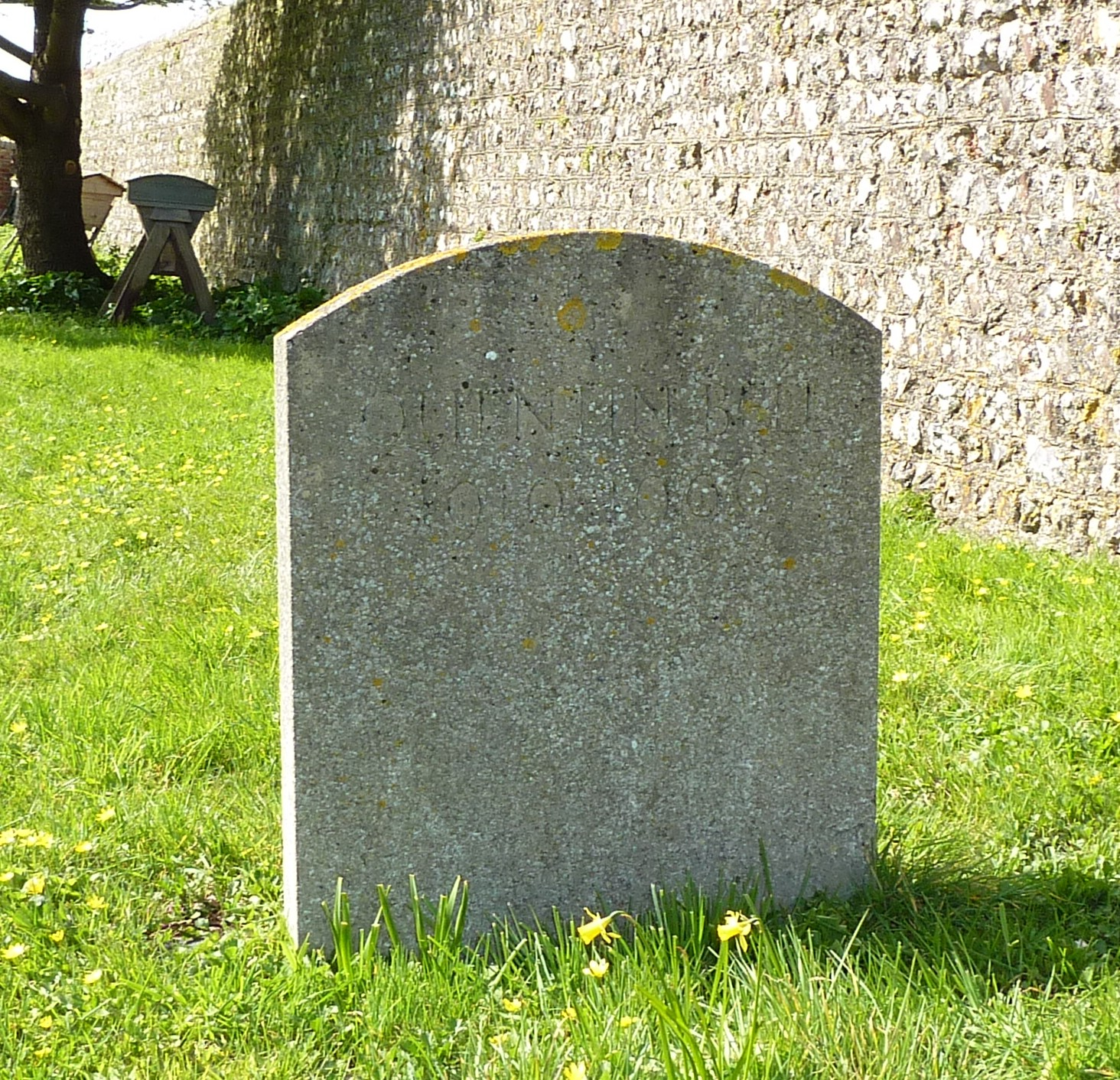
La sua lapide

Quentin Bell nasce nel 1910, secondogenito di Clive Bell e Vanessa Bell, nata Stephen, e sorella di Virginia Woolf. Cresce, insieme al fratello Julian Bell fra la fattoria di Charleston, in Sussex, e Londra. Soltanto nel 1918 nascerà l'ultima figlia di Vanessa, Angelica Garnett, nata però dalla relazione extraconiugale di Vanessa con Duncan Grant. Entra presto nelle grazie degli amici di Bloomsbury e instaura un rapporto privilegiato con la zia Virginia, come testimoniano le numerose lettere sopravvissute. Nel 1937 il fratello maggiore, Julian Bell è ucciso nella Guerra civile spagnola, dove si era recato come conducente di ambulanza.

## Artista e accademico
Artista poliedrico, attivo soprattutto nel campo delle ceramiche, si è presto creato una reputazione nel mondo accademico, come docente di Storia dell'Arte al King's College (Cambridge) dal 1952 al 1959, poi presso l'Università di Leeds. Dal 1964 ha insegnato all'Università di Oxford e infine, dal 1967 al 1975, alla Sussex University. Nel 1972 esce il volume "Virginia Woolf: a biography", vincitore di numerosi premi fra cui il Duff Cooper Prize e il James Tait Black Memorial Prize, e proprio come biografo della zia sarà maggiormente ricordato. Negli anni Ottanta, insieme ad Angelica Garnett si impegna per la rinascita di Charleston, affidato a una fondazione. Charleston è oggi fra le case-museo più visitate del Regno Unito.

## Vita privata
Quentin sposa nel 1951 Ann Olivier Bell, cugina del celebre attore Laurence Olivier, e curatrice della monumentale edizione dei Diari di Virginia Woolf (1975-1980, 6 voll.) Dal matrimonio sono nati tre figli: Julian Bell, scrittore, pittore e docente universitario; Cressida Bell, designer tessile, e Virginia Nicholson, scrittrice di successo. Quentin Bell muore nel 1996. È sepolto a West Firle, Sussex.

## Opere
- Essays, Poems, Letters by Julian Bell, Hogarth Press, Londra, 1938 (a cura di)
- On Human Finery, Hogarth Press, Londra, 1947, 1992
- Ruskin, Oliver & Boyd, 1963
- Victorian Artists, Harvard University Press, 1967
- Bloomsbury, Littlehampton Book Services, 1968, 1973
- Virginia Woolf: a biography, Hogarth Press, Londra, 1972 (trad. italiana "Virginia Woolf", Garzanti, Milano, 1974, 1994; e come "Virginia Woolf, mia zia", La Tartaruga, Milano, 2011. Traduzione di Marco Papi.)
- The Diary of Virginia Woolf, 6 volumes, Hogarth Press, 1975-1980, (introduzione)
- Vanessa Bell's Family Album, Primrose Hill Books, 1981, (a cura di)
- New and noble school: Pre-Raphaelites, The Book Service, 1982
- The Brandon Papers, Harvest, 1986
- Charleston, Past and Present, Hogarth Press, Londra, 1987
- Bad Art, Chatto & Windus, Londra, 1989
- The Years, by Virginia Woolf, Hogarth Press, Londra, 1990 (introduzione)
- To The Lighthouse, by Virginia Woolf, Hogarth Press, Londra, 1990 (introduzione)
- Orlando, a biography by Virginia Woolf, Vintage Press, 1992 (introduzione)
- Selected Letters of Vanessa Bell, Bloomsbury Publishing, 1994 (introduzione)
- Elders and Betters, John Murray Publishers, Londra, 1995, nuova edizione Pimlico, Londra, 1997
- Virginia Woolf: a biography, Pimlico, Londra, 1996 (edizione riveduta)
- Charleston: a Bloomsbury House and Garden, Frances Lincoln Publishers, 1997, 2004